# ウィリアム・ハルペニー
ウイリアム・ハルペニー（William Halpenny、1882年5月23日- 1960年2月10日）は、カナダ・プリンスエドワードアイランド州出身の陸上競技選手である。彼は、1912年に開催されたストックホルムオリンピックの棒高跳で、銅メダルを獲得した。

## 経歴
プリンスエドワードアイランド州の生まれ。少年時代から陸上競技を含むさまざまなスポーツに熱中する日々を送っていた。ハルペニーは1904年のセントルイスオリンピックと1908年のロンドンオリンピックに出場を希望していたが、セントルイスでは彼が使用していたポールの到着が遅れ、ロンドンでは予選で敗退してカナダ代表を逃している。1912年のストックホルムオリンピックで、ハルペニーは棒高跳のカナダ代表としてただ1人選出された。
ストックホルムオリンピックの棒高跳は、1912年7月10日（予選）、7月11日（決勝）の日程で実施され、11の国から25人の選手が出場した。選手たちは2つの組に分けられ、予選通過基準3m65cmの跳躍に挑んだ。予選1組に出場したハルペニーはすべての試技に成功して決勝に進んだ。
翌日の決勝には、予選を勝ち残った11人の選手が出場した。決勝は3m40cmから始まり、これには全員が成功した。3m50cmの試技で1名が脱落し、当時のオリンピック記録に並ぶ3m75cmでさらに3名が脱落した。3m80cmでまた1名脱落し、勝負が3m85cmまで進んだところでハルペニーは肋骨2本を折ってしまい、担架に乗せられてフィールドから去って行った。3m85cmの跳躍に成功したのは、いずれもアメリカ代表のハリー・バブコック、フランク・ネルソン、マーカス・ライトの3人であった。バーの高さは3m95cmに上がり、バブコックだけが跳躍に成功して金メダルを獲得し、ネルソンとライトが銀メダル、ハルペニーを含む3m80cmの跳躍成功者3人が銅メダルを獲得することになった。ハルペニーが銅メダルを得たのは、着地面の不備が原因となって負傷したことを主催者側が認めた結果でもあった。
ハルペニーは1960年にシャーロットタウンで死去した。死後の1970年に、プリンスエドワードアイランド州スポーツ殿堂入りの栄誉を得た。